# 117P/Helin-Roman-Alu
117P/Helin-Roman-Alu lub Helin-Roman-Alu 1 – kometa krótkookresowa, należąca do rodziny Jowisza.

## Odkrycie
Kometa została odkryta 2 października 1989 roku. Jej odkrywcami byli Eleanor Helin, Brian Roman i Jeff Alu. Odkrycia dokonali w Obserwatorium Palomar (Kalifornia). Kometa nosi w nazwie nazwiska trojga odkrywców.

## Orbita komety i właściwości fizyczne
Orbita komety 117P/Helin-Roman-Alu ma kształt elipsy o mimośrodzie 0,25. Jej peryhelium znajduje się w odległości 3,05 j.a., aphelium zaś 5,14 j.a. od Słońca. Jej okres obiegu wokół Słońca wynosi 8,29 roku, nachylenie do ekliptyki to wartość 8,7˚.
Jądro tej komety ma rozmiary 9 kilometrów.